# Eburodacrys punctipennis
Eburodacrys punctipennis är en skalbaggsart som beskrevs av White 1855. Eburodacrys punctipennis ingår i släktet Eburodacrys och familjen långhorningar.
Artens utbredningsområde är Paraguay. Inga underarter finns listade i Catalogue of Life.